# Joaquín Iturri
Joaquín Iturri, né en 1906 au Guipuscoa, et mort à une date inconnue, est un coureur cycliste espagnol. Il fut l'un des premiers champions cyclistes du Pays basque.

## Biographie
Joaquín Iturri passe professionnel en 1924, vers l'âge de dix-huit ans. Ancienne figure du cyclisme local, il s'impose sur la première édition du championnat d'Espagne de cyclo-cross en 1929. Il remporte également la Subida a Igeldo en 1928, ou encore le championnat de Saint-Sébastien sur route en 1931. Sa carrière prend fin en 1946. 

## Palmarès
- 1928
  - Subida a Igeldo
  - 2e du championnat de Saint-Sébastien sur route
- 1929
  -  Champion d'Espagne de cyclo-cross
- 1931
  - Champion de Saint-Sébastien sur route
  - 2e du championnat d'Espagne de cyclo-cross
  - 3e de la Prueba Loinaz